# Церковь Святого Духа (Гейдельберг)

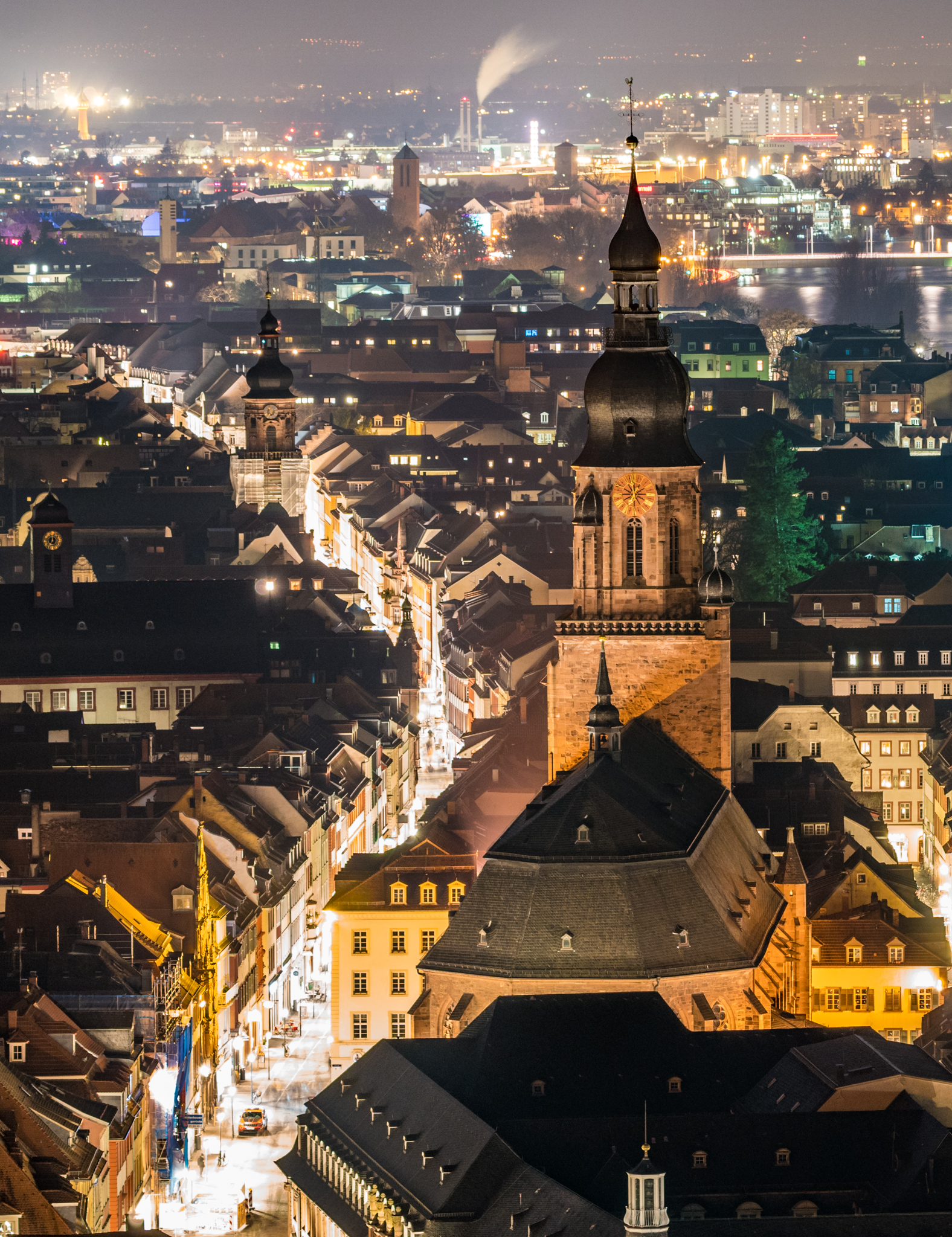
Церковь Святого Духа (Гейдельберг)

Церковь Святого Духа (нем. Heiliggeistkirche) — крупнейший и значительнейший храм в Гейдельберге, расположенный в районе Старого города посреди Рыночной площади, недалеко от Гейдельбергского замка. Его башня господствует и формирует — вместе с восьмиугольной башней замка — образ города. Построенный из красного неккарского песчаника готический зальный храм с барочной крышей и барочными башенными куполами считается «совершенно уникальным строением высокого художественного класса».
Собор возводился с 1398 по 1515 год в качестве усыпальницы Пфальцских курфюрстов и парадной церкви курфюршеской резиденции. Из-за значительных разрушений, полученных в ходе войны за Пфальцское наследство собор получил значительные повреждения, а захоронения были разорены, поэтому к настоящему времени сохранилась только могила курфюрста Рупрехта III, при котором были построены хоры. Собор также известен как прежнее место хранения Палатинской библиотеки. Его история тесно связана с противоречивой историей Гейдельберга.
С 1706 по 1936 годы собор был разделён стеной на две части — неф был протестантским, а хоры католическими. С 1936 года церковь относится к евангелической церкви Бадена.

## История

### Церковно-правовое положение
Изначально церковь Святого Духа в церковно-правовом смысле была капеллой, подчинённой более старой Петерскирхе. Курфюрст Рупрехт III добился от папы, чтобы одновременно с основанием Гейдельбергского университета церковь Святого Духа была выведена из подчинения Петерскирхе и возвышена до статуса коллегиальной церкви. Различные пребендарии, изначально состоящие при других церквях, были переведены в церковь Святого Духа и способствовали финансированию молодого университета, профессора которого были канониками церкви. К 1413 году организация коллегиатских церквей было завершено. Одновременно с этим церковь Святого Духа функционировала в качестве приходской церкви для Старого города, тогда как Петерскирхе выступала в этом качестве для Нового города (которой после расширения границ города в 1392 году включал части нынешнего Старого города). Курфюрст Оттхайнрих при своём вступлении в должность распустил коллегиатскую церковь и передал её имущество университету. Церковь Святого Духа стала протестантской (лютеранской) приходской церковью.
Церковь Святого Духа была связанной с университетом со своего основания, которое было отпраздновано проведением мессы в тогдашней церкви. В последующие столетия церковь Святого Духа оставалась университетской церковью, а её дверь использовалась как университетская доска объявлений. В XIX веке функция университетской церкви перешла к Петерскирхе.

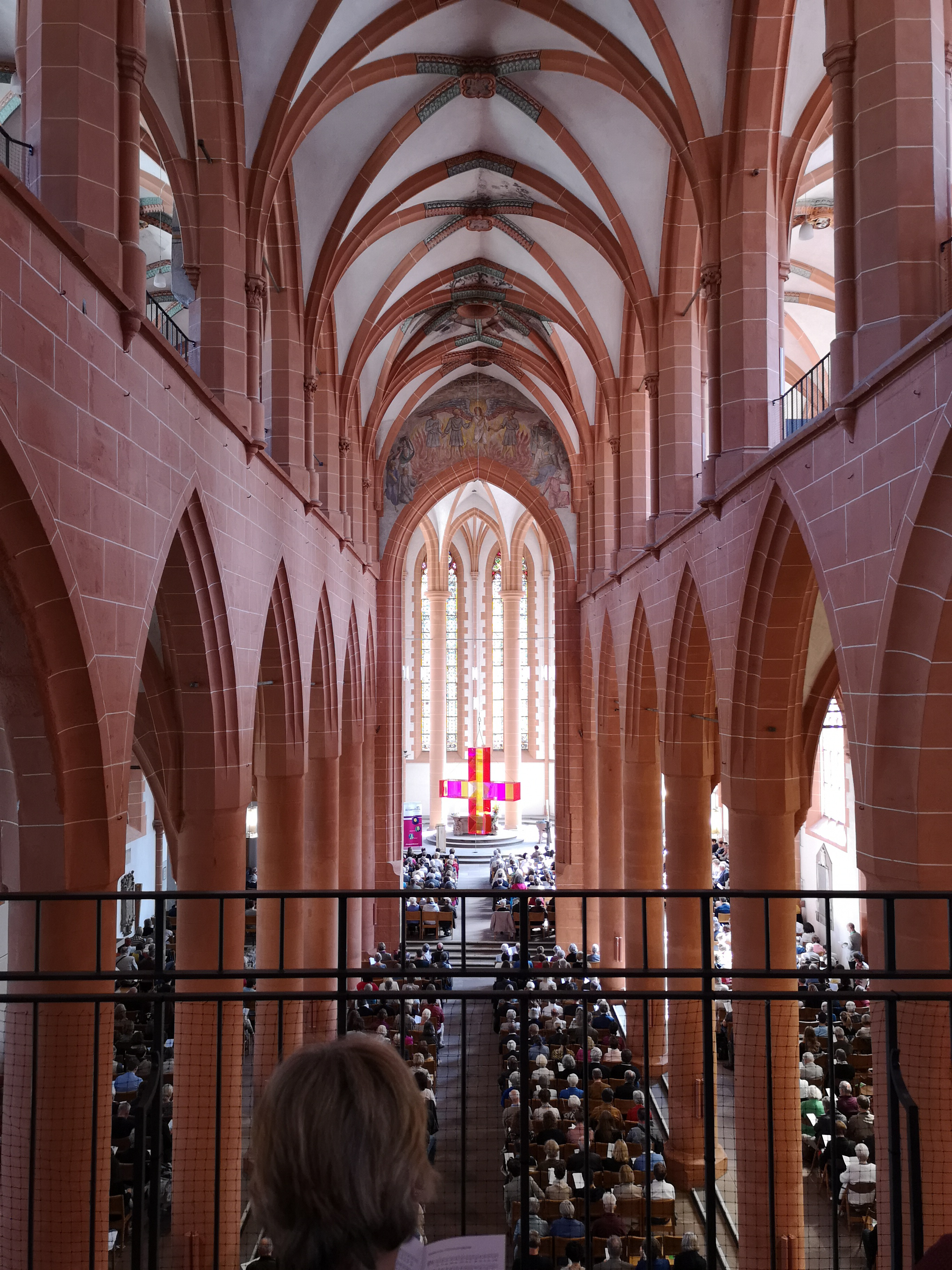
Неф с апсидой

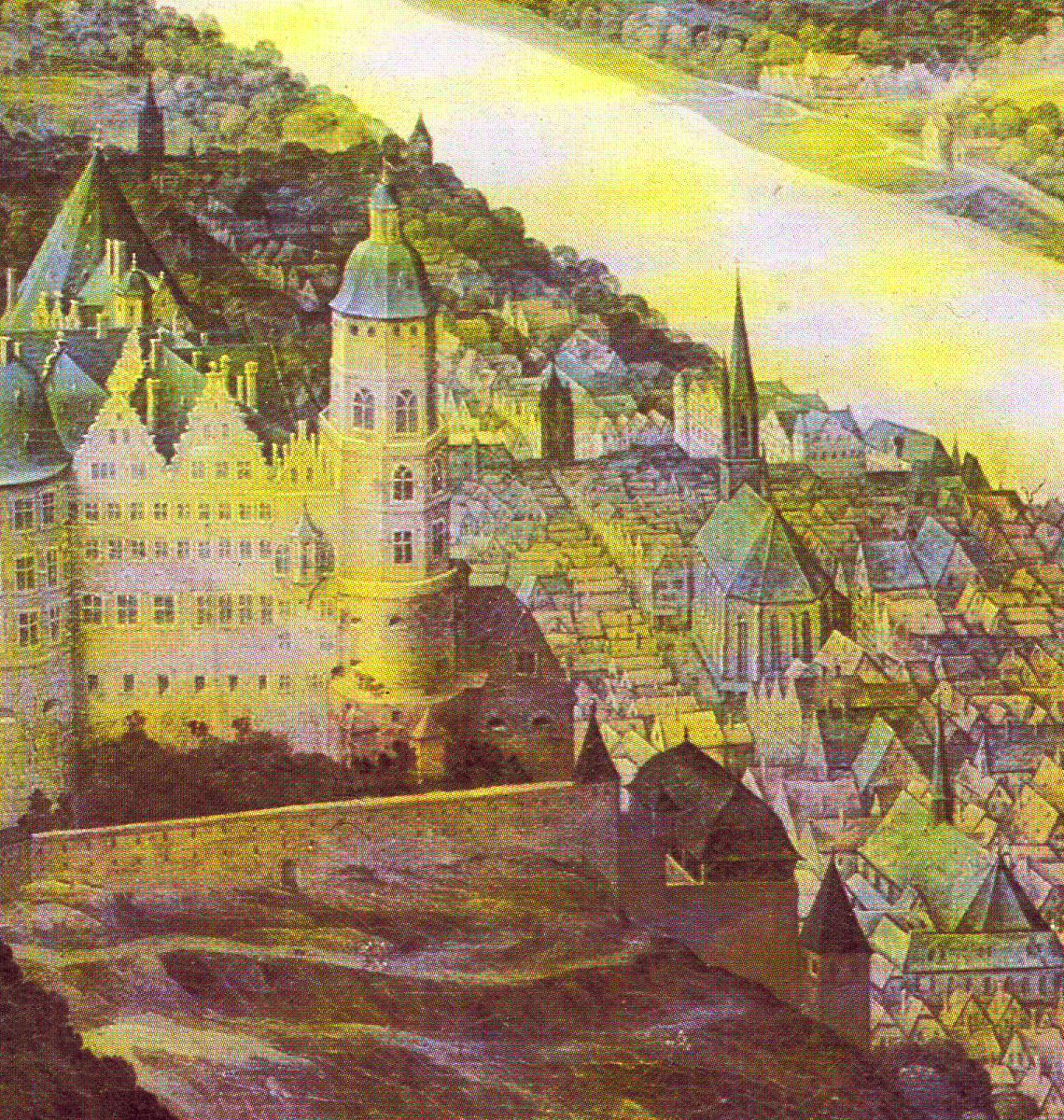
Башня с готическим шпилем на картине Жака Фукьереса, 1618 год

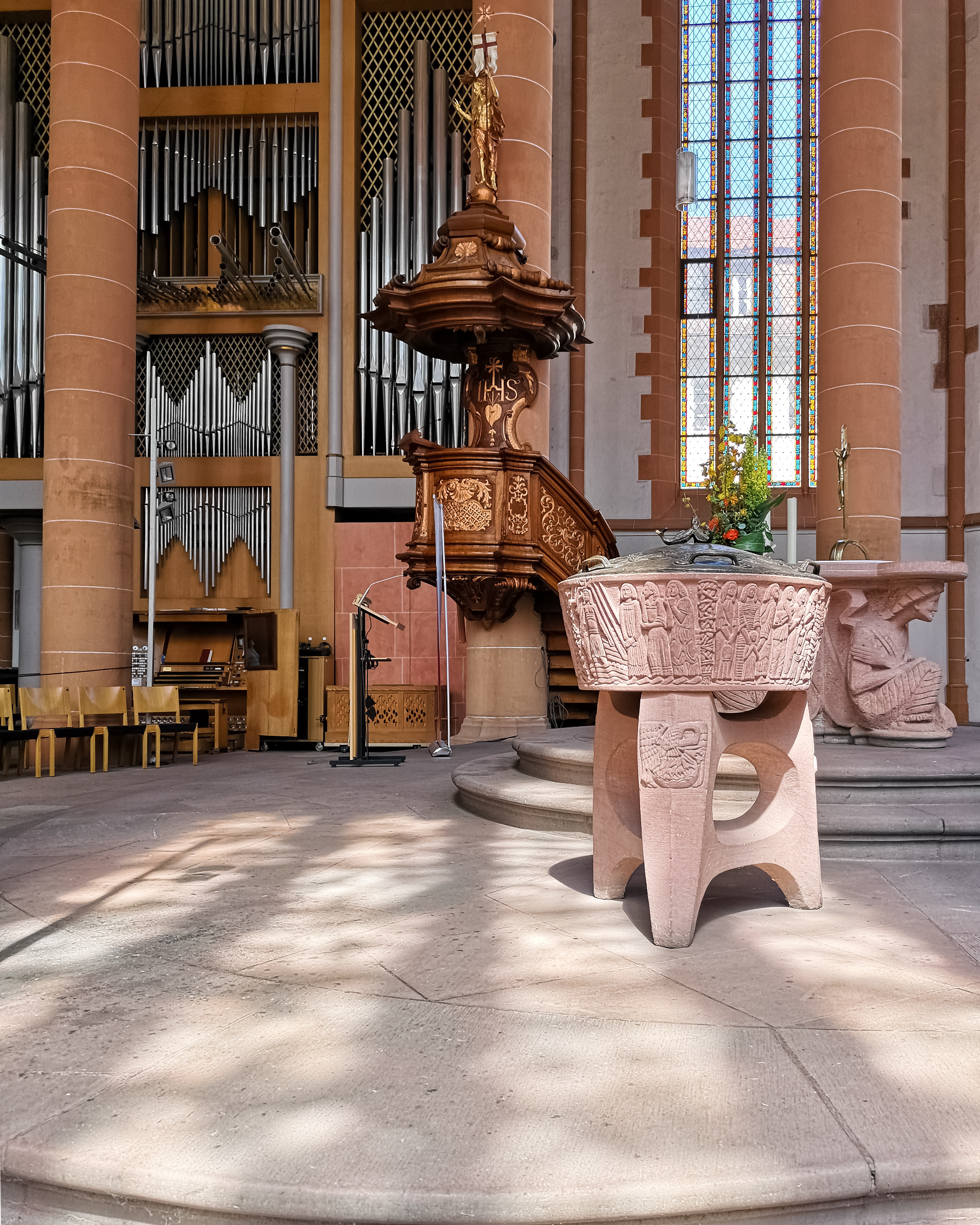
Орган, амвон в стиле барокко с 1731 года, баптистерий и алтарь

Посвящённая Святому Духу церковь на гейдельбергской Рыночной площади впервые упоминается в одном документе монастыря Шёнау 1229 года. Последующие упоминания датированы 1353 и 1358 годами.
От церкви 1299 года, являвшейся позднероманской базиликой, сохранились остатки апсиды, обнаруженные в ходе раскопок 1936 года. Около 1300 года, хотя возможно уже между 1278 и 1288 годами, она приняла вид трёхнефной позднероманской или даже готической церкви Эта церковь была вдвое короче нынешней, что хорошо задокументировано в результатах раскопок 1886 и 1936—1942 годов. В качестве причины этой перестройки называется пожар, которому предшествовало наводнение.
Курфюрст Рупрехт III в 1398 году отказался от старых хоров в пользу новых и светлых зальных. В правление курфюрста Рупрехта I прежние центры государства в Бахарахе, Альцае и Нойштадте утратили своё значение, а Гейдельберг стал единственной курфюршеской резиденцией, которая должна была соответствовать своему новому статусу и иметь, в частности, представительную церковь, долженствующую служить достойной усыпальницей правителей Пфальца. Представительская функция стала тем более важной, когда Рупрехт III был выбран римским королём, а хоры в какой-то момент должны были принять его могилу. Уже к 1410 году хоры были, вероятно, подготовлены к этому.
Изначально постройка нефа не предполагалась. Такое сочетание высоких и представительных хоров со старым и маленьким нефом можно встреться сегодня также в нюрнбергской церкви Святого Себальда. При курфюрсте Людвиге III началось завершённое в 1441 году строительство нового нефа такой же высоты, что и хоры. Хоры и неф стали образовывать внешнее единство. Возможно, в том же 1441 году началось строительство западной башни, ведшееся с перерывами до 1508 года. Возможно в 1515 башня, в то время с заострённым готическим куполом, была завершена.
В качестве распорядителя строительства (нем. Baumeister) источники называют Арнольда Рипа (нем. Arnold Rype), бывшего в то время бургомистром. В тогдашнем словоупотреблении слово Baumeister означало скорее не архитектор, а, скорее, финансовый координатор. Из архитекторов церкви Святого Духа известны только Ханс Маркс (нем. Hans Marx), который работал там до 1426 года, и Йорг (нем. Jorg), работавший до 1439 года. Оба они, вероятно, контролировали работы над нефом. При Фридрихе I Победоносном в Гейдельберг был приглашён из Майнца прославленный специалист по строительству башен Никлаус Эзелер (нем. Niclaus Eseler). Предположительно именно он выполнил большую часть работ по строительству башни, завершённой другим специалистом, Лоренцем Лехлером.
22 мая 1693 года, в ходе событий войны за пфальцское наследство, церковь серьёзно пострадала. Французские войска, заблокировав большое количество людей в церкви, подожгли её. Только когда началось обрушение сводов и балок, по просьбе молодого протестантского священника Иоганна Даниэля Шмидтманна (нем. Johann Daniel Schmidtmann) ворота были открыты. Много людей в последовавшей за этим давке погибли, оставшимся в живых пришлось вытерпеть издевательства французских мародёров, грабивших церковь.
В 1698—1700 годах крыша была восстановлена в модной тогда ломаной форме, являющаяся старейшей из сохранившихся в Германии мансардных крыш. В 1709 году башня получила свой барочный чужеземный купол В это же время при реконструкции были убраны боковые капеллы.
С 1978 по 1985 год была проведена масштабная реставрация церкви, в ходе которой был восстановлен исходный цвет здания.

## Описание

### Архитектура

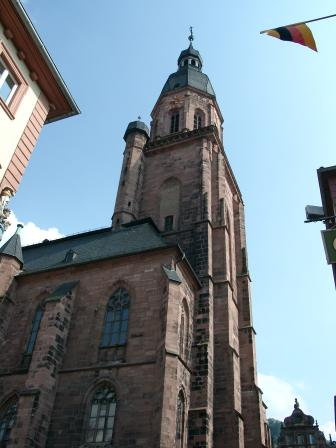
Современный вид башни. Строение справа внизу —

Церковь Святого Духа выстроена из аккуратно обтёсанного песчаника, добытого на берегах Неккара. Огибающие зал хоры соединены с трёхнефным эмпорным залом сплошной крышей, что редко встречается в Южной Германии. Проход от среднего нефа к боковым образован шестью аркадами с изящными круглыми столбами без капителей. Общее пространство церкви перекрыто единым крестовым ребристым сводом.
Уровень северной эмпоры находится ниже южной. Необычным является то, что боковые нефы шире центрального, благодаря чему библиотека курфюрста Людвига III была помещена именно туда. Другой особенностью является то, что главная зрительная ось направлена не как обычно, через одной из окон в хоры, а через один из контрфорсов. Такой смелый мотив смещения осей часто встречается в церковных строениях парлеровской школы.